# 宮崎梨緒
宮崎 梨緒（みやざき りお、1994年8月26日 - ）は、日本の元歌手、元タレントで、アイドルグループ・Lovelysの元リーダー。愛称はりーたん。イメージカラーはショッキングピンク。
大阪府出身。血液型A型。身長151cm。靴のサイズ22cm。アップフロントグループ関西支社に所属していた。2023年3月31日をもって芸能活動を休止。

## 略歴
- 2009年9月、アップフロント関西オーディションに参加。
- 2009年12月21日、アップフロント関西オーディションに合格しアップフロント関西に所属。
- 2010年5月22日、umeda AKASOで行われたTANOSINA STAGE Vol.6 （ライブ）にてステージデビュー。
- 2012年、関西ご当地アイドルユニット「Pizza-Yah!（ピッツァ屋）」のメンバーとしても活躍[5]（2014年5月に解散）。
- 2013年、当時同じ事務所であり、イベントで共演することの多かったYes Happy!（さやか、こころ）と3人でグループ結成。当初は名前が決まっていなかったが、同年7月に「Lovelys!!!」に決定。2014年6月、新メンバーとして八木沙季が加入し、以後は「Lovelys!!!!」表記となる。
- 2014年4月14日、1stシングル『candy pop love/チューリップ』をリリース。7月にアップフロント関西初のミュージックビデオをYouTubeにて公開。
- 2016年9月をもって、さやかとこころがグループから卒業。八木沙季との2人体制となり、同年11月のイベント内で、「Lovelys」への表記変更が発表された。以降はLovelysの活動と並行して関西でのタレント業やイベントMCとしても活動。
- 2022年11月12日、所属グループであるLovelysが2023年3月27日の単独ライブをもって活動を終了し解散すること、それに伴い所属事務所であるアップフロントグループ関西支社を退所すること、さらに解散後は芸能活動を休止することを発表[4]。
- 2023年3月31日、最後のブログを更新し、芸能活動を休止[6]。

## 人物
- 5歳下の妹、19歳下の弟がいる。
- K-POP、サンリオが好き[7]。
- 特技は、料理（カルボナーラが得意）、韓国語、八木沙季のお世話[8]。

## 楽曲
| タイトル             | 作詞       | 作曲     |
| -------------------- | ---------- | -------- |
| チューリップ         | 時見恵利那 | 北村璃央 |
| candy pop love       | 岡野莉帆   | 岡野莉帆 |
| ツヨガリオトメゴコロ | 愛野益巳   | 石田竜平 |
| First Love           | 東野範之   | 平地孝次 |
| UP TO YOU            | 原田豪登   | 原田豪登 |
| メッセージ           | 東野範之   | 石田竜平 |

Lovelysとしての楽曲はLovelysの項を参照。

## 出演
Lovelysとしての出演はLovelysの項参照。

### テレビ
- ラジカルビデオジョッキー（トンボリステーション）[9] - ビデオジョッキーとして不定期出演
- ゆーすとりーたん（2011年 - 2012年 毎週水曜、Ustream）

### ラジオ
- スパメン！（2014年5月22日、ラジオ大阪）
- 梅田SWING!（2013年2月1日、ソラトニワ）

### シングル
- candy pop love/チューリップ（2014年4月14日発売、規格品番：UFKMR-001）

### CM
- osaka hall CMキャラクター（2013年）

## 受賞歴
- 第1回関西USTREAM大賞 玉置泰紀賞[10]